# 啊，野麥峠
啊，野麥岭（ああのむぎとうげ）是山本茂實1968年發表的小説。
初版在朝日新聞。1972年再版。

## 概要
明治初期到大正，昭和年間，飛騨貧苦農村的婦女（多數為10多嵗的少女）越過野麥岭前往諏訪郡岡谷的製絲工廠打工的悲慘生活。山本在飛騨，信州一帶採訪十多年，拜訪了数百名女工和工廠的管理者，最後寫下了這篇小説。
故事敍述位于飛騨山脈農村的辰次郎突然收到諏訪製絲工廠發來的電報“阿峰病了，速來領回”。阿峰是辰次郎妹妹，7年前同村裏大多數女孩一樣離開家鄉去諏訪的製絲工廠打工。然後採用倒敍描寫少女們在大雪中赤腳爬越野麥峠，尖銳的冰雪把腳掌割破染紅了雪地等鏡頭。千辛万苦來到的製絲工廠和監獄一般，每天必須干10多個小時，惡劣的勞動環境，還不時遭到監工打罵。經過多年的努力阿峰終于成爲模範女工，可是她也因爲長期勞累而病倒。自知命不長久的阿峰拒絕了哥哥辰次郎要將她送往松本的醫院治療的建議，堅持要回岐阜飛騨的老家。於是辰次郎背着重病的妹妹回家，可是到達野麥峠的時候阿峰卻已經支持不住，含笑說完「啊，我看到飛騨」之後永遠閉上了眼睛。

## 電影
- 「啊，野麦岭」製作新日本映画，配給東宝 1979年6月公開，1980年上海電影譯製片厰將其翻譯后在中國上映。

導演：山本薩夫
演員表
政井峰：大竹忍
篠田雪：原田美枝子
三島花：友里千賀子
庄司菊：古手川祐子
足立藤吉：三國連太郎
政井友二郎：西村晃
政井辰次郎：地井武男
足立春夫：森次晃嗣
川瀬音松：赤塚真人
茶屋的老婆婆：北林谷栄
金山徳太郎：小松方正
政井本：野村昭子
丸正檢查員：江幡高志
伏見宮殿下：平田昭彦
伏見宮妃殿下：三条泰子
平井時：淺野亞子
久保惠：岡本茉利
杉山美津：黒川明子
荒井多美：志方亞紀子
山村澤：今村文美
野中新吉：山本亘
足立登美：斉藤美和
黒木権三：三上真一郎
政井菊五郎：渡邊由光
石部巌：中原早苗
木谷八重：津田京子
井上雅：采野圭子
松本貞：石井邦子
山安守衛：長濱藤夫
阿菊的父親：福原秀雄

## 關聯項目
- 野麦峠
- 政井峰